# Robbie Slater
Robert David Slater (Ormskirk, 22 de noviembre de 1964) es un exfutbolista inglés nacionalizado australiano, que jugaba de mediocampista y militó en diversos clubes de Australia, Bélgica, Francia e Inglaterra. Además, ganó 2 veces el premio de Futbolista del año de Oceanía (el primero en 1991 y el segundo en 1993).

## Selección nacional
Con la Selección de fútbol de Australia, disputó 44 partidos internacionales y anotó solo un gol. Incluso participó con la selección australiana, en una sola edición de la Copa Cpnfederaciones y en otra de los Juegos Olímpicos. La única participación de Slater en una Copa Confederaciones, fue en la edición de Arabia Saudita 1997. donde su selección obtuvo el subcampeonato, en la cita de Arabia Saudita. También participó en los Juegos Olímpicos de Seúl 1988, donde su selección quedó eliminada, en los cuartos de final de la olimpiada de Corea del Sur.

### Participaciones en Copas Confederaciones
| Copa Confederaciones           | Sede           | Resultado  |
| ------------------------------ | -------------- | ---------- |
| Copa FIFA Confederaciones 1997 | Arabia Saudita | Subcampeón |

### Participaciones en Juegos Olímpicos
| Juegos Olímpicos              | Sede          | Resultado        |
| ----------------------------- | ------------- | ---------------- |
| Juegos Olímpicos de Seúl 1988 | Corea del Sur | Cuartos de final |

## Clubes
| Club                     | País       | Año         |
| ------------------------ | ---------- | ----------- |
| St. George               | Australia  | 1982 - 1986 |
| Sydney United            | Australia  | 1987 - 1989 |
| Anderlecht               | Bélgica    | 1989 - 1990 |
| Lens                     | Francia    | 1990 - 1994 |
| Blackburn Rovers         | Inglaterra | 1994 - 1995 |
| West Ham United          | Inglaterra | 1995 - 1996 |
| Southampton              | Inglaterra | 1996 - 1998 |
| Wolverhampton Wanderers  | Inglaterra | 1998        |
| North West Sydney Spirit | Australia  | 1998 - 2001 |

## Vida personal
Slater nació en Ormskirk, en la localidad de Lancashire, Inglaterra y emigró con su familia a Australia, donde comenzó su carrera como jugador.

## Después de su retiro
Slater escribió un libro autobiográfico, a finales de los 90' llamado The Hard Way en su carrera como jugador. Slater ahora es analista y comentarista de la versión australiana del canal deportivo Fox Sports, comentando los partidos de la A-League, y también aparece en Fox Sports FC y Matchday Saturday, que son programas de cobertura de fútbol semanal.
Slater estuvo involucrado en una controversia, después de escribir un artículo para el Daily Telegraph, sobre un incidente con Harry Kewell. El artículo condujo a una confrontación en vivo en Fox Sports FC. Graham Arnold fue nombrado como fuente en fila entre Slater y Harry Kewell. Posteriormente, Slater estuvo involucrado en una controversia, con el ex Seleccionado australiano Craig Foster, a quien Slater acusó de tener prejuicios hacia los ingleses.